# Campionato europeo femminile under 17 di pallavolo 2022
Il campionato europeo femminile under 17 di pallavolo 2022 si è svolto dal 16 a 24 luglio 2022 ad Hradec Králové e Prostějov, in Repubblica Ceca: al torneo hanno partecipato dodici squadre nazionali under 17 europee e la vittoria finale è andata per la terza volta all'Italia.

## Impianti
|                                                                               |                                                                              |  |
|                                                                               |                                                                              |  |
| Sportovní hala TJ Slavia Città: Hradec Králové Capienza: - Anno d'apertura: - | Národní sportovní centrum Città: Prostějov Capienza: - Anno d'apertura: 2018 |  |

## Regolamento

### Formula
La formula ha previsto:
- Fase a gironi, disputata con girone all'italiana: le prime due classificate di ogni girone hanno acceduto alla fase finale per il primo posto, mentre la terza e la quarta classificata di ogni girone hanno acceduto alla fase finale per il quinto posto.
- Fase finale per il primo posto, disputata con semifinali, finale per il terzo posto e finale.
- Fase finale per il quinto posto, disputata con semifinali, finale per il settimo posto e finale per il quinto posto.

### Criteri di classifica
Se il risultato finale è stato di 3-0 o 3-1 sono stati assegnati 3 punti alla squadra vincente e 0 a quella sconfitta, se il risultato finale è stato di 3-2 sono stati assegnati 2 punti alla squadra vincente e 1 a quella sconfitta.
L'ordine del posizionamento in classifica è stato definito in base a:
- Numero di partite vinte;
- Punti;
- Ratio dei set vinti/persi;
- Ratio dei punti realizzati/subiti;
- Risultati degli scontri diretti.

## Squadre partecipanti
| Squadra     | Qualificazione                                | Ultima partecipazione |
| ----------- | --------------------------------------------- | --------------------- |
| Bulgaria    | 1ª al torneo di qualificazione (girone B)     | Montenegro 2020       |
| Croazia     | 1ª al torneo di qualificazione (girone E)     | Estonia 2005          |
| Finlandia   | 1ª al torneo di qualificazione (girone NEVZA) | Debutto               |
| Germania    | 1ª al torneo di qualificazione (girone C)     | Bulgaria 2018         |
| Italia      | 1ª al torneo di qualificazione (girone WEVZA) | Montenegro 2020       |
| Paesi Bassi | 1ª al torneo di qualificazione (girone D)     | Bulgaria 2018         |
| Polonia     | 2ª al torneo di qualificazione (girone EEVZA) | Montenegro 2020       |
| Rep. Ceca   | Paese organizzatore                           | Bulgaria 2015         |
| Serbia      | 1ª al torneo di qualificazione (girone BVA)   | Montenegro 2020       |
| Slovenia    | 1ª al torneo di qualificazione (girone MEVZA) | Montenegro 2020       |
| Turchia     | 1ª al torneo di qualificazione (girone A)     | Montenegro 2020       |
| Ungheria    | 2ª al torneo di qualificazione (girone A)     | Bulgaria 2018         |

## Torneo

### Fase a gironi
| Girone I    | Girone II |
| ----------- | --------- |
| Bulgaria    | Finlandia |
| Croazia     | Italia    |
| Germania    | Polonia   |
| Paesi Bassi | Slovenia  |
| Rep. Ceca   | Turchia   |
| Serbia      | Ungheria  |

#### Girone I

##### Risultati
| 16 luglio 2022 Sportovní hala TJ Slavia, Hradec Králové Durata: 2h:04 - Spettatori: 150 | Serbia      | 3 - 2 | Germania    | 25-22, 20-25, 22-25, 25-17, 16-14 |
| 16 luglio 2022 Sportovní hala TJ Slavia, Hradec Králové Durata: 2h:10 - Spettatori: 400 | Croazia     | 3 - 2 | Bulgaria    | 25-27, 25-19, 25-27, 25-14, 15-11 |
| 16 luglio 2022 Sportovní hala TJ Slavia, Hradec Králové Durata: 1h:54 - Spettatori: 800 | Rep. Ceca   | 2 - 3 | Paesi Bassi | 25-22, 25-21, 20-25, 20-25, 9-15  |
| 17 luglio 2022 Sportovní hala TJ Slavia, Hradec Králové Durata: 1h:18 - Spettatori: 150 | Croazia     | 0 - 3 | Serbia      | 22-25, 16-25, 24-26               |
| 17 luglio 2022 Sportovní hala TJ Slavia, Hradec Králové Durata: 1h:40 - Spettatori: 150 | Bulgaria    | 3 - 1 | Paesi Bassi | 25-19, 19-25, 25-17, 29-27        |
| 17 luglio 2022 Sportovní hala TJ Slavia, Hradec Králové Durata: 2h:15 - Spettatori: 500 | Germania    | 3 - 2 | Rep. Ceca   | 22-25, 24-26, 25-23, 25-23, 15-10 |
| 18 luglio 2022 Sportovní hala TJ Slavia, Hradec Králové Durata: 1h:58 - Spettatori: 50  | Serbia      | 3 - 2 | Bulgaria    | 25–19, 25-18, 22-25, 24-26, 15-11 |
| 18 luglio 2022 Sportovní hala TJ Slavia, Hradec Králové Durata: 1h:05 - Spettatori: 200 | Paesi Bassi | 3 - 0 | Germania    | 25-17, 25-18, 25-14               |
| 18 luglio 2022 Sportovní hala TJ Slavia, Hradec Králové Durata: 1h:46 - Spettatori: 600 | Rep. Ceca   | 1 - 3 | Croazia     | 16-25, 23-25, 25-22, 16-25        |
| 20 luglio 2022 Sportovní hala TJ Slavia, Hradec Králové Durata: 1h:16 - Spettatori: 100 | Bulgaria    | 0 - 3 | Germania    | 23-25, 18-25, 22-25               |
| 20 luglio 2022 Sportovní hala TJ Slavia, Hradec Králové Durata: 1h:33 - Spettatori: 150 | Croazia     | 1 - 3 | Paesi Bassi | 22-25, 25-15, 19-25, 20-25        |
| 20 luglio 2022 Sportovní hala TJ Slavia, Hradec Králové Durata: 1h:09 - Spettatori: 600 | Serbia      | 3 - 0 | Rep. Ceca   | 25-18, 25-13, 25-14               |
| 21 luglio 2022 Sportovní hala TJ Slavia, Hradec Králové Durata: 1h:17 - Spettatori: 140 | Germania    | 3 - 0 | Croazia     | 25-22, 25-22, 25-23               |
| 21 luglio 2022 Sportovní hala TJ Slavia, Hradec Králové Durata: 1h:02 - Spettatori: 160 | Paesi Bassi | 0 - 3 | Serbia      | 13-25, 20-25, 19-25               |
| 21 luglio 2022 Sportovní hala TJ Slavia, Hradec Králové Durata: 1h:20 - Spettatori: 650 | Rep. Ceca   | 0 - 3 | Bulgaria    | 14-25, 23-25, 19-25               |

##### Classifica
| Pos. | Squadra     | Pt | G | V | P | SV | SP | Ratio | PF  | PS  | Ratio |
| ---- | ----------- | -- | - | - | - | -- | -- | ----- | --- | --- | ----- |
| 1.   | Serbia      | 13 | 5 | 5 | 0 | 15 | 4  | 3,750 | 445 | 361 | 1,233 |
| 2.   | Germania    | 9  | 5 | 3 | 2 | 11 | 8  | 1,375 | 413 | 420 | 0,983 |
| 3.   | Paesi Bassi | 8  | 5 | 3 | 2 | 10 | 9  | 1,111 | 413 | 407 | 1,015 |
| 4.   | Bulgaria    | 8  | 5 | 2 | 3 | 10 | 10 | 1,000 | 433 | 445 | 0,973 |
| 5.   | Croazia     | 5  | 5 | 2 | 3 | 7  | 12 | 0,583 | 427 | 419 | 1,019 |
| 6.   | Rep. Ceca   | 2  | 5 | 0 | 5 | 5  | 15 | 0,333 | 387 | 466 | 0,830 |

      Qualificata alle semifinali per il primo posto.
      Qualificata alle semifinali per il quinto posto.

#### Girone II

##### Risultati
| 16 luglio 2022 Národní sportovní centrum, Prostějov Durata: 1h:49 - Spettatori: 80  | Turchia   | 3 - 2 | Finlandia | 23-25, 25-12, 25-13, 21-25        |
| 16 luglio 2022 Národní sportovní centrum, Prostějov Durata: 1h:29 - Spettatori: 120 | Italia    | 3 - 1 | Ungheria  | 25-13, 20-25, 25-17, 25-14        |
| 16 luglio 2022 Národní sportovní centrum, Prostějov Durata: 2h:05 - Spettatori: 150 | Slovenia  | 2 - 3 | Polonia   | 18-25, 29-27, 19-25, 28-26, 11-15 |
| 17 luglio 2022 Národní sportovní centrum, Prostějov Durata: 1h:50 - Spettatori: 50  | Turchia   | 3 - 1 | Italia    | 27-25, 25-20, 21-25, 25-18        |
| 17 luglio 2022 Národní sportovní centrum, Prostějov Durata: 1h:09 - Spettatori: 155 | Finlandia | 0 - 3 | Polonia   | 12-25, 12-25, 22-25               |
| 17 luglio 2022 Národní sportovní centrum, Prostějov Durata: 1h:37 - Spettatori: 150 | Ungheria  | 1 - 3 | Slovenia  | 18-25, 25-22, 23-25, 15-25        |
| 18 luglio 2022 Národní sportovní centrum, Prostějov Durata: 1h:00 - Spettatori: 40  | Italia    | 3 - 0 | Finlandia | 25-16, 25-13, 25-13               |
| 18 luglio 2022 Národní sportovní centrum, Prostějov Durata: 1h:16 - Spettatori: 65  | Slovenia  | 3 - 0 | Turchia   | 25-16, 25-22, 25-20               |
| 18 luglio 2022 Národní sportovní centrum, Prostějov Durata: 2h:02 - Spettatori: 100 | Polonia   | 3 - 1 | Ungheria  | 26-24, 21-25, 25-20, 25-22        |
| 20 luglio 2022 Národní sportovní centrum, Prostějov Durata: 1h:36 - Spettatori: 55  | Italia    | 3 - 1 | Slovenia  | 25-20, 25-22, 13-25, 25-22        |
| 20 luglio 2022 Národní sportovní centrum, Prostějov Durata: 1h:41 - Spettatori: 80  | Finlandia | 1 - 3 | Ungheria  | 18-25, 26-24, 11-25, 21-25        |
| 20 luglio 2022 Národní sportovní centrum, Prostějov Durata: 1h:21 - Spettatori: 100 | Turchia   | 3 - 0 | Polonia   | 25-14, 25-22, 25-22               |
| 21 luglio 2022 Národní sportovní centrum, Prostějov Durata: 1h:10 - Spettatori: 50  | Slovenia  | 3 - 0 | Finlandia | 25-18, 25-18, 25-23               |
| 21 luglio 2022 Národní sportovní centrum, Prostějov Durata: 1h:40 - Spettatori: 80  | Polonia   | 1 - 3 | Italia    | 21-25, 25-22, 22-25, 18-25        |
| 21 luglio 2022 Národní sportovní centrum, Prostějov Durata: 1h:35 - Spettatori: 80  | Ungheria  | 1 - 3 | Turchia   | 17-25, 25-20, 10-25, 19-25        |

##### Classifica
| Pos. | Squadra   | Pt | G | V | P | SV | SP | Ratio | PF  | PS  | Ratio |
| ---- | --------- | -- | - | - | - | -- | -- | ----- | --- | --- | ----- |
| 1.   | Italia    | 12 | 5 | 4 | 1 | 13 | 6  | 2,167 | 443 | 384 | 1,154 |
| 2.   | Turchia   | 11 | 5 | 4 | 1 | 12 | 7  | 1,714 | 435 | 377 | 1,154 |
| 3.   | Slovenia  | 10 | 5 | 3 | 2 | 12 | 7  | 1,714 | 441 | 404 | 1,092 |
| 4.   | Polonia   | 8  | 5 | 3 | 2 | 10 | 9  | 1,111 | 434 | 414 | 1,048 |
| 5.   | Ungheria  | 3  | 5 | 2 | 4 | 7  | 13 | 0,538 | 411 | 460 | 0,893 |
| 6.   | Finlandia | 1  | 5 | 0 | 5 | 3  | 15 | 0,200 | 308 | 433 | 0,711 |

      Qualificata alle semifinali per il primo posto.
      Qualificata alle semifinali per il quinto posto.

### Fase finale

#### Finali 1º e 3º posto
|  | Semifinali | Semifinali | Semifinali |                 |     | Finale | Finale   | Finale |
|  |            |            |            |                 |     |        |          |        |
|  | 1II        | Italia     | 3          |                 |     |        |          |        |
|  | 1II        | Italia     | 3          |                 |     |        |          |        |
|  | 2I         | Germania   | 0          |                 |     |        |          |        |
|  | 2I         | Germania   | 0          |                 | 1II | Italia | 3        |        |
|  |            |            |            |                 | 1II | Italia | 3        |        |
|  |            |            |            |                 |     | 2II    | Turchia  | 1      |
|  | 1I         | Serbia     | 2          |                 |     | 2II    | Turchia  | 1      |
|  | 1I         | Serbia     | 2          |                 |     |        |          |        |
|  | 2II        | Turchia    | 3          |                 |     |        |          |        |
|  | 2II        | Turchia    | 3          | Finale 3° posto |     |        |          |        |
|  |            |            |            |                 |     |        |          |        |
|  |            |            |            |                 |     | 2I     | Germania | 3      |
|  |            |            |            |                 |     | 2I     | Germania | 3      |
|  |            |            |            |                 |     | 1I     | Serbia   | 1      |

##### Semifinali
| 23 luglio 2022 Sportovní hala TJ Slavia, Hradec Králové Durata: 1h:06 - Spettatori: 200 | Italia | 3 - 0 | Germania | 25-18, 25-15, 25-21               |
| 23 luglio 2022 Sportovní hala TJ Slavia, Hradec Králové Durata: 1h:57 - Spettatori: 250 | Serbia | 2 - 3 | Turchia  | 16-25, 25-20, 25-18, 15-25, 12-15 |

##### Finale 3º posto
| 24 luglio 2022 Sportovní hala TJ Slavia, Hradec Králové Durata: 1h:39 - Spettatori: 300 | Germania | 3 - 1 | Serbia | 25-21, 25-20, 21-25, 25-16 |

##### Finale
| 24 luglio 2022 Sportovní hala TJ Slavia, Hradec Králové Durata: 1h:32 - Spettatori: 550 | Italia | 3 - 1 | Turchia | 25-16, 23-25, 25-20, 25-22 |

#### Finali 5º e 7º posto
|  | Semifinali | Semifinali  | Semifinali |                 |    | Finale 5º posto | Finale 5º posto | Finale 5º posto |
|  |            |             |            |                 |    |                 |                 |                 |
|  | 3II        | Slovenia    | 0          |                 |    |                 |                 |                 |
|  | 3II        | Slovenia    | 0          |                 |    |                 |                 |                 |
|  | 4I         | Bulgaria    | 3          |                 |    |                 |                 |                 |
|  | 4I         | Bulgaria    | 3          |                 | 4I | Bulgaria        | 0               |                 |
|  |            |             |            |                 | 4I | Bulgaria        | 0               |                 |
|  |            |             |            |                 |    | 4II             | Polonia         | 3               |
|  | 3I         | Paesi Bassi | 1          |                 |    | 4II             | Polonia         | 3               |
|  | 3I         | Paesi Bassi | 1          |                 |    |                 |                 |                 |
|  | 4II        | Polonia     | 3          |                 |    |                 |                 |                 |
|  | 4II        | Polonia     | 3          | Finale 7º posto |    |                 |                 |                 |
|  |            |             |            |                 |    |                 |                 |                 |
|  |            |             |            |                 |    | 3II             | Slovenia        | 0               |
|  |            |             |            |                 |    | 3II             | Slovenia        | 0               |
|  |            |             |            |                 |    | 3I              | Paesi Bassi     | 3               |

##### Semifinali
| 23 luglio 2022 Sportovní hala TJ Slavia, Hradec Králové Durata: 1h:09 - Spettatori: 100 | Slovenia    | 0 - 3 | Bulgaria | 19-25, 17-25, 20-25        |
| 23 luglio 2022 Sportovní hala TJ Slavia, Hradec Králové Durata: 1h:42 - Spettatori: 70  | Paesi Bassi | 1 - 3 | Polonia  | 14-25, 21-25, 25-23, 19-25 |

##### Finale 7º posto
| 24 luglio 2022 Sportovní hala TJ Slavia, Hradec Králové Durata: 1h:01 - Spettatori: 50 | Slovenia | 0 - 3 | Paesi Bassi | 12-25, 22-25, 20-25 |

##### Finale 5º posto
| 24 luglio 2022 Sportovní hala TJ Slavia, Hradec Králové Durata: 1h:10 - Spettatori: 60 | Bulgaria | 0 - 3 | Polonia | 20-25, 16-25, 20-25 |

## Classifica finale
| Pos     | Squadra     | Rosa |
| ------- | ----------- | --- |
| Oro     | Italia      | Formazione: 1 Marchesini, 3 Monaco, 4 Amoruso, 5 Del Freo, 7 Baratella, 8 Esposito, 9 Allaoui, 10 Franceschini, 11 Adigwe, 12 Bonafede, 13 Vighetto, 15 Manfredini, 17 Camerini, 18 Coba, CT: Fanni             |
| Argento | Turchia     | Formazione: 1 Olcay, 3 Hürriyet, 4 Boztepe, 5 Kaçmaz, 9 Eroğuz, 11 Şenyapıcı, 12 Esepaşa, 13 Mumcular, 14 Yılmaz, 15 Kandemir, 17 Devrim, 19 Başyolcu, 20 Özbey, 99 Kuyan, CT: İnanç                            |
| Bronzo  | Germania    | Formazione: 2 Neukirchen, 3 Franzen, 4 Ziegenbalg, 5 Bietau, 6 Ströh, 9 Grozer, 11 Brandstrup, 12 Schäfer, 16 Rosemann, 20 Steinhilber, 25 Naujack, 26 Kurtz, CT: Hartmann                                      |
| 4.      | Serbia      | Formazione: 2 Mihajlović, 3 Kričković, 4 Ostojić, 5 Burka, 6 M. Stanojević, 9 Ružić, 10 Vidačić, 11 Danilović, 12 Samardžić, 13 Stjepović, 14 Antić, 15 Đ. Stanojević, 17 Miljević, 19 Veselinović, CT: Musulin |
| 5.      | Polonia     | Formazione: 1 Sobanty, 2 Ornoch, 4 Brzoza, 6 Dombrowska, 7 Fiedorowicz, 8 Marszałkowicz, 12 Chmielewska, 13 Walczak, 14 Podlaska, 15 Daca, 17 Drosdowska, 19 Serafinowska, 20 Jaroń, 22 Siuda, CT: Kawka        |
| 6.      | Bulgaria    | Formazione: 3 Nikolova, 4 Emilova, 5 Bojadžieva, 6 Gunčeva, 7 Kolarova, 9 Anastasova, 11 Borisova, 13 Dudova, 14 Zlatanova, 15 Dokova, 16 Kitipova, 17 Miličevič, 19 Mljakova, 21 Ninova, CT: Bojukliev         |
| 7.      | Paesi Bassi | Formazione: 1 Koops, 2 Krikhaar, 3 Strikwerda, 4 Zegwaard, 5 Wiegerinck, 6 Wessels, 7 Meering, 8 Heilig, 9 Jelsma, 11 Peper Grooters, 12 Sterenburg, 14 Smits, CT: Klaver                                       |
| 8.      | Slovenia    | Formazione: 1 Vukojević, 3 Kneževič, 4 Pukl Verdel, 5 Lebič, 6 Sagadin Pristovnik, 7 Pucelj, 8 Šiftar, 9 Gojković, 11 Damjanović, 13 Filipič, 14 Hotič, 15 Sevčnikar, 19 Križanič, 21 Kešelj, CT: Klokočovnik   |
| 9.      | Croazia     | Formazione: 1 Stošić, 3 Kesar, 5 Zubanović, 7 Perić, 8 Prkačin, 10 Francetić, 11 Bošnjak, 12 La. Sesar, 13 Buršić, 14 Dragičević, 15 Mohorović, 16 Lo. Sesar, 18 Kruhonja, 19 Dugi, CT: Stojaković              |
| 10.     | Ungheria    | Formazione: 3 Báder, 4 Jámbor, 5 Gajdács, 7 Tuska, 8 Tóth, 9 Nagy, 10 Nagy-Hegyesi, 11 F. Fekete, 12 Vértes, 13 Gergácz, 14 R. Fekete, 17 Erőss, 18 Kállai, 20 Botyánszki, CT: König                            |
| 11.     | Rep. Ceca   | Formazione: 2 Brunclíková, 3 Průšová, 4 Pragerová, 6 Fabikovičová, 8 Jasečková, 12 Páv, 13 Chládková, 14 Zapletalová, 16 Beranová, 17 Pokorná, 19 Bažó, 20 Kuldanová, 21 Valentová, 22 Formánková, CT: Klár     |
| 12.     | Finlandia   | Formazione: 1 Räty, 2 Friman, 3 Tolvanen, 4 Subotic, 5 Tyrkkö, 6 Haapaniemi, 7 Kastarinen, 8 Haatainen, 9 Johtela, 10 Kaikkonen, 11 Kilpinen, 12 Siika-Aho, CT: Buser                                           |

## Premi individuali
| Premio                 | Nome             | Squadra  |
| ---------------------- | ---------------- | -------- |
| MVP                    | Safa Allaoui     | Italia   |
| Miglior palleggiatrice | Safa Allaoui     | Italia   |
| Miglior opposto        | Leana Grozer     | Germania |
| Miglior schiacciatrice | Erika Esposito   | Italia   |
| Miglior schiacciatrice | Ceylin Kuyan     | Turchia  |
| Miglior centrale       | Linda Manfredini | Italia   |
| Miglior centrale       | Begüm Kaçmaz     | Turchia  |
| Miglior libero         | Danica Ružić     | Serbia   |

## Statistiche
| Rendimento individuale | Rendimento individuale | Rendimento individuale | Rendimento individuale |
| Pos.                   | Nome                   | Punti                  | Squadra                |
| ---------------------- | ---------------------- | ---------------------- | ---------------------- |
| 1                      | Leana Grozer           | 130                    | Germania               |
| 2                      | Ana Mihajlović         | 125                    | Serbia                 |
| 3                      | Merit Adigwe           | 113                    | Italia                 |
| 4                      | Iva Dudova             | 110                    | Bulgaria               |
| 5                      | Maša Pucelj            | 110                    | Slovenia               |
| 6                      | Aysha Meering          | 107                    | Paesi Bassi            |
| 7                      | Mija Šiftar            | 106                    | Slovenia               |
| 8                      | Zofia Sobanty          | 99                     | Polonia                |
| 9                      | Begüm Kaçmaz           | 92                     | Turchia                |
| 10                     | Erika Esposito         | 86                     | Italia                 |

| Attacchi vincenti | Attacchi vincenti | Attacchi vincenti | Attacchi vincenti |
| Pos.              | Nome              | Punti             | Squadra           |
| ----------------- | ----------------- | ----------------- | ----------------- |
| 1                 | Ana Mihajlović    | 106               | Serbia            |
| 2                 | Leana Grozer      | 95                | Germania          |
| 3                 | Mija Šiftar       | 91                | Slovenia          |
| 4                 | Iva Dudova        | 90                | Bulgaria          |
| 5                 | Maša Pucelj       | 89                | Slovenia          |
| 6                 | Aysha Meering     | 88                | Paesi Bassi       |
| 7                 | Merit Adigwe      | 86                | Italia            |
| 8                 | Zofia Sobanty     | 76                | Polonia           |
| 9                 | Erika Esposito    | 72                | Italia            |
| 10                | Sonja Danilović   | 70                | Serbia            |

| Muri vincenti | Muri vincenti     | Muri vincenti | Muri vincenti |
| Pos.          | Nome              | Punti         | Squadra       |
| ------------- | ----------------- | ------------- | ------------- |
| 1             | Begüm Kaçmaz      | 29            | Turchia       |
| 2             | Maaike Heilig     | 21            | Paesi Bassi   |
| 2             | Roos Wessels      | 21            | Paesi Bassi   |
| 4             | Maia Monaco       | 18            | Italia        |
| 5             | Leana Grozer      | 17            | Germania      |
| 5             | Đurđa Stanojević  | 17            | Serbia        |
| 7             | Elena Kolarova    | 16            | Bulgaria      |
| 8             | Nisan Eroğuz      | 15            | Turchia       |
| 8             | Oliwia Jaroń      | 15            | Polonia       |
| 10            | Jovana Antić      | 14            | Serbia        |
| 10            | Adriana Vukojević | 14            | Slovenia      |

| Battute vincenti | Battute vincenti  | Battute vincenti | Battute vincenti |
| Pos.             | Nome              | Punti            | Squadra          |
| ---------------- | ----------------- | ---------------- | ---------------- |
| 1                | Anna Fiedorowicz  | 24               | Polonia          |
| 2                | Leana Grozer      | 18               | Germania         |
| 3                | Safa Allaoui      | 17               | Italia           |
| 3                | Zofia Sobanty     | 17               | Polonia          |
| 5                | Maša Pucelj       | 16               | Slovenia         |
| 6                | Jovana Antić      | 15               | Serbia           |
| 6                | Teresa Ziegenbalg | 15               | Germania         |
| 8                | Merit Adigwe      | 14               | Italia           |
| 9                | Linda Manfredini  | 13               | Italia           |
| 9                | Ana Mihajlović    | 13               | Serbia           |
| 9                | Maia Monaco       | 13               | Italia           |
| 9                | Adriana Vukojević | 13               | Slovenia         |